# Associação Atlética Comercial (Cascavel)
A Associação Atlética Comercial (conhecido como Comercial ou pelo acrônimo AAC) é um clube brasileiro do município de Cascavel, no estado do Paraná. Disputou na década de 1960, competições de futebol profissional. Suas cores são o vermelho e o branco. Mandava os jogos no Estádio Ciro Nardi, atual Centro Esportivo Ciro Nardi.
O clube foi fundado no dia 9 de abril de 1964, por um grupo de desportistas, a partir de uma dissidência daquele que viria a ser seu arquirrival, o Tuiuti, contra o qual disputou o clássico Tuicial.
A principal conquista da equipe foi o título de vice-campeão da chave sul do Campeonato Paranaense da Segunda Divisão, de 1969
No final dos anos 60 decidiu-se por fechar o departamento de futebol profissional, permanecendo apenas como clube social e de esportes amadores.
Conta com uma sede social e três subsedes.